# Бахмиотов, Яков Хрисанфович
Яков Хрисанфович Бахмиотов (Бахметев; 1660-е—1725 гг.) — один из соратников Петра Великого в Северной войне.
Солдат Потешной роты (1683), затем гвардейского Преображенского полка (с  1692), участник Азовских походов (1695–1696), капитан (1714), гвардии капитан, армейский полковник (1717), бригадир.
В  декабре 1717  г. капитан от гвардии Яков Бахмиотов получил ордер генерал-губернатора Меншикова, по которому он был пожалован в  полковники и  должен был немедленно приступить к  выполнению обязанностей коменданта Санкт-Петербургской крепости. Став петербургским комендантом, Бахмеотов получил широкий круг полномочий. Он осуществлял хозяйственное руководство Санкт-Петербургской крепостью, важной фортификацией, призванной защитить столицу от вражеского нападения. В рамках мероприятий по поддержанию крепости в боеспособном состоянии Бахмеотов руководил строительными и ремонтными работами на принадлежащей к ней территории. В сферу обязанностей Бахмеотова входило благоустройство внутрифортификационной территории, на которой жили гарнизонные служащие. Для пополнения хозяйственных ресурсов Бахмеотов через посредничество генерал-губернатора Меншикова обращался в  другие государственные институты, в  первую очередь в  Адмиралтейство и  Канцелярию городовых дел. Внутри Санкт-Петербургской крепости Бахмеотов занимался организацией социальной сферы. Под его контролем происходило освидетельствование физического и  душевного здоровья служилого и неслужилого населения гарнизона.
Под руководством Бахмеотова на территории города осуществлялось несколько строительных проектов. В 1722–1723 гг. он занимался строительством комплексов казенных постоялых дворов (домов) на Санкт-Петербургской и Московской сторонах. Комендант руководил всеми этапами строительства и благоустройства: разведывал место под строительство, искал денежные средства, материалы и работников, планировал инфраструктуру, контролировал ход работ, проверял качество, закупал сено, дрова и прочие необходимые для жизни в домах вещи, сдавал их внаем или находил откупщиков, собирал с них плату. После успешно проведенного строительства постоялых дворов Бахмеотов возглавил мероприятия по созданию ветряных мельниц.
Погребен в крепости.